# David Gilmour in Concert
Pour plus de détails, voir Fiche technique et Distribution.
David Gilmour in Concert est un DVD de David Gilmour sorti en 2002. Il retrace un concert donné au Royal Festival Hall de Londres le 22 juin 2001, dans le cadre du Meltdown Festival organisé par Robert Wyatt. Trois titres supplémentaires sont tirés d'un autre concert au Royal Festival Hall donné l'année suivante.

## Fiche technique
- Titre : David Gilmour in Concert
- Réalisation : David Mallet
- Société de production : EMI Records
- Pays :  Royaume-Uni
- Genre : Film de concert
- Durée : 97 minutes
- Dates de sortie : 
  -  États-Unis : 5 novembre 2002

## Titres

### The Meltdown Concert (juin 2001)
1. Shine On You Crazy Diamond (Parts I-V) (Gilmour, Waters, Wright)
2. Terrapin (Barrett)
3. Fat Old Sun (Gilmour)
4. Coming Back to Life (Gilmour)
5. High Hopes (Gilmour, Samson)
6. Je crois entendre encore (Georges Bizet)
7. Smile (Gilmour, Samson)
8. Wish You Were Here (Gilmour, Waters)
9. Comfortably Numb (Gilmour, Waters)
10. Dimming of the Day (Richard Thompson)
11. Shine On You Crazy Diamond (Parts VI-VIII) (Gilmour, Waters, Wright)
12. A Great Day for Freedom (Gilmour, Samson)
13. Hushabye Mountain (Robert B. Sherman, Richard M. Sherman)

### Royal Festival Hall Concert (2002)
1. Dominoes (Barrett)
2. Breakthrough (Wright, Moore)
3. Comfortably Numb (Gilmour, Waters)

### Bonus
1. I Put a Spell on You (enregistré en 1992 dans l'émission Later... with Jools Holland)
2. Don't (enregistré en 2001 lors d'un concert en hommage à Jerry Leiber et Mike Stoller)
3. Sonnet 18 (William Shakespeare)

## Musiciens
- David Gilmour : guitare, chant
- Neill MacColl : guitare, chœurs
- Michael Kamen : piano, cor anglais
- Chucho Merchán : contrebasse
- Caroline Dale : violoncelle
- Dick Parry : saxophone
- Nic France : batterie, percussions
- Sam Brown, Chris Ballin, Pete Brown, Margo Buchanan, Claudia Fontaine, Michelle John Douglas, Sonia Jones, Carol Kenyon, David Laudat, Durga McBroom, Aitch McRobbie, Beverli Skeete : chœurs

- Invités :
  - Bob Geldof : chant sur Comfortably Numb (2002)
  - Robert Wyatt : chant sur Comfortably Numb (2001)
  - Richard Wright : claviers sur Comfortably Numb, chant et claviers sur Breakthrough